# Tjuefem Norske folkeviser og danser
Tjuefem Norske folkeviser og danser is een compositie van de Noor Edvard Grieg. Deze 25 Noorse volkswijsjes en dansen zijn een bewerking voor piano van Noorse volksmuziek die was vastgelegd door verzamelaar Ludvig Mathias Lindeman. Grieg gaf er zijn eigen draai aan, zodat de muziek een flink eind richting klassieke muziek opschoof. Het is niet bekend of deze 25 stukjes echt bedoeld waren voor de concertzaal of gewoon voor het plezier. Ze lieten wel zien dat Grieg een meester was in het proberen en verwerken van nieuwe harmonische klanken.
De muziek heeft een droevige ontstaansgeschiedenis. Grieg zocht troost in de volksmuziek vanwege het overlijden van zijn dochter Alexandra (10 april 1868 – 9 mei 1869). Het was de eerste keer dat Grieg zich echt tot die volksmuziek wendde, al dachten de meesten dat hij dat in andere werken ook al had gedaan.
De 25 wijsjes en dansen zijn (de volgorde wil nog weleens verschillen per uitgave):
1. Springdans (springdans)
2. Ungersvennen (De jongeman)
3. Springdans
4. Niels Tallefjörden
5. Jolstring (volksdans uit Jölster)
6. Brurelåt (huwelijkslied)
7. Halling
8. Grisen (varken)
9. Når mitt oye (religieus lied)
10. Friervise (vrijerslied)
11. Kjempevise (heldenlied)
12. Solfager og ormekongen (Solfager en de slangenkoning)
13. Reiselåt (reisliedje)
14. Jeg sjunger met sorrigfullt hjerte (Ik zing met een somber hart)
15. Den siste Lordagskvelden (Afgelopen zaterdag avond)
16. Eg veit ei lita jente (Ik ken een klein meisje)
17. Kleggen og fluga (de daas en de vlieg)
18. Stabbelåten (boerendans)
19. Hoelje Dale
20. Halling
21. Saebygga (De vrouw uit het Setesdal)
22. Kulokk (geloei)

## Discografie
- Uitgave Naxos: Einar Steen-Nøkleberg, opname 1993
- Uitgave Bis Records: Eva Knardahl
- Uitgave Brilliant Classics: Hakon Austbø